# Mog Qu
Mog Qu (kinesiska: Mo Qu, 莫曲) är ett vattendrag i Kina. Det ligger i den autonoma regionen Tibet, i den sydvästra delen av landet, omkring 170 kilometer norr om regionhuvudstaden Lhasa.
Genomsnittlig årsnederbörd är 663 millimeter. Den regnigaste månaden är juli, med i genomsnitt 210 mm nederbörd, och den torraste är november, med 3 mm nederbörd.